# Þjófahraun (lavafält i Island, lat 64,32, long -20,80)
Þjófahraun är ett lavafält i republiken Island. Det ligger i regionen Suðurland, 60 km öster om huvudstaden Reykjavík.